# 平涼劫盟
平涼劫盟，指贞元三年（787年），吐蕃宰相尚结赞詐盟，伏軍劫遲會盟的唐朝使臣及隨從官員的事件。

## 事件背景
唐德宗建中（780年至783年）年間吐蕃要求與唐確立甥舅之國的關係，而不用臣國之禮。
建中四年（783年），兩國舉行了清水會盟。這次會盟基本滿足吐蕃的要求，兩國改以賀蘭山為界。
同年，唐朝爆發了涇原兵變，吐蕃表示可以幫助唐朝平叛，唐德宗答應讓出安西和北庭，吐蕃後來僅出一偏師二萬，叛亂平定後，唐德宗想讓駐守西域的李元忠與郭昕回長安，將安西與北庭讓與吐蕃，被李泌勸止。
贞元二年（786年）九月，吐蕃以唐朝未割讓安西與北庭為由，尚结赞率军攻打泾州、陇州、邠州、宁州，京城戒严，李晟率军在汧城大败吐蕃军，攻克摧沙堡。但十一月，吐蕃攻克盐州、夏州，刺史杜彦光、拓跋乾晖等出逃。
尚结赞对他的部下说：“唐之名將，李晟與馬燧、渾瑊耳，不去三人，必為我憂。”他进入凤翔境内，并不掳掠，带着士兵两万人一直开到凤翔城下说：“李令公叫我们到这里来的，为什么不出来犒劳我们！”过了一夜，尚结赞才领着人马退去。宰相张延赏向德宗说李晟的坏话，在韩滉、刘玄佐的协调下，李晟得以继续驻守凤翔。

## 平凉會盟
贞元三年（787年），尚结赞向马燧表示要会盟，马燧同意了，李晟和韩游瓌反对。这时，韩滉去世，张延赏和马燧劝说皇帝罢免了李晟的军职，三月廿三，回京任太尉、中书令。主和派占据了上风。三月廿七，马燧也回京。四月十七，德宗任命崔浣为鸿胪卿，让他要求吐蕃先归还盐州、夏州两地。五月初一，浑瑊从咸阳入京朝见，德宗任命他为清水会盟使，兵部尚書崔漢衡為副使，司封員外郎鄭叔矩為判官，特進宋奉朝為都監。尚结赞要求在原州的土梨树会盟。神策军将领马有麟怕吐蕃凭借土梨树的险阻设下埋伏的兵马，建议在平凉川会盟。李晟深切告诫浑瑊在会盟地点要严密防备。张延赏认为李晟这样说会破坏了对吐蕃的诚意。闰五月十九日，浑瑊和尚结赞在平凉会盟，尚結贊預先埋伏騎兵於盟壇西部，數萬吐蕃騎兵一起殺出，唐军的外围部队被吐蕃擒获。浑瑊、崔汉衡刚刚换下朝服，就见吐蕃军队来劫持使臣。浑瑊迅速跳上身边一匹马，逃出平凉川。吐蕃在他身后放箭，但没有射到他。結果唐朝除了主盟官員外，其餘六十多名官員，包括副使崔汉衡和宦官俱文珍等其他会盟人员全部被吐蕃擒获。唐軍死五百多人，被俘一千多人，史稱平涼劫盟。

## 後事
尚结赞本来计划李晟罢官、擒获浑瑊，再使这些责任归于马燧，这样唐朝的良将就可以尽除了。张延赏知道后，羞愧而终。馬燧被奪兵權，備受德宗冷落。李晟在會盟前就因尚結贊的計謀而升太尉虛職被削權。
李泌建议唐德宗联络回纥、南诏、大食、天竺围攻吐蕃，德宗与回纥武义成功可汗订立贞元之盟。秋季，吐蕃把掳掠的年老体弱的人，有的砍断手臂，有的挖去眼睛，然后将他们抛弃。在安化峡对掳掠的成年壮丁一万多人说：“准许你们向着东方哭泣，告别故乡！”大家放声大哭，从山崖跳下深谷而死亡和受伤的有一千多人。之後，吐蕃兵势渐弱，被西川节度使韦皋和回纥多次击败。贞元九年（793年），唐朝收复盐州、夏州等州县。贞元十三年（797年），尚结赞和吐蕃赞普赤松德赞去世。
長慶元年，吐蕃內部分裂，國勢衰落，再次請求與唐会盟。後兩國在長安西郊進行會盟，以清水會盟確立的邊界为界。史稱長慶會盟，從此之後，两国关系趋于缓和，但是也被连年战争所困而無力再戰。